# Peter-John Vettese
Peter-John Vettese (Escócia, 15 de agosto de 1956), também conhecido por Peter Vettese, é um tecladista, letrista e produtor musical escocês.
Vettese iniciou seus estudos musicais com lições de piano quando tinha quatro anos de idade. Aos 9 anos, começou a tocar em público com a banda de seu pai. Saiu de casa aos 17 anos para se juntar a uma das maiores bandas de dance hall do Reino Unido, Big Bands. Formou um grupo de fusão de jazz, Solaris com o guitarrista Jim Condie, e excursionou pela Escócia e Estados Unidos da América. Tocou em pubs e clubs na Escócia quando ele viu um anúncio para tecladistas no jornal musical Melody Maker, que viria a se tornar a banda de rock progressivo Jethro Tull.
Vettese juntou-se a Jethro Tull em 1982 para a gravação de seu álbum Broadsword and the Beast, e excursionou com a banda pelos dois anos seguintes, aparecendo no álbum Live at Hammersmith '84. Vettese fez contribuições significativas para a Tull no seu álbum eletrônico Under Wraps (1984), excursionou com eles novamente em 1986, e gravou como músico convidado em Rock Island (1989).
Vettese também colaborou com o líder da Tull, Ian Anderson em seu álbum solo de 1983, Walk Into Light. Vettese foi co-letrista da metade das canções do álbum, que é notável por suas contribuições inovadoras no teclado eletrônico.
Após isto, Vettese iniciou uma carreira independente como letrista, arranjador e produtor musical. Na década de 1980 trabalhou e produziu vários artistas incluindo Frankie Goes to Hollywood, Go West (banda), Pet Shop Boys, Bee Gees, Cher, Foreigner, Carly Simon e Clannad. Mais recentemente trabalhou com Simple Minds, Annie Lennox (o ganhador do Grammy de melhor arranjo para Walking On Broken Glass), Zucchero, Peter Cox, Heather Small, Dido, Sophie B. Hawkins, Beverley Knight, Gary Barlow, Mark Owen, Geri Halliwell, Melanie C, Nate James e Alex Parks.
Vettese atualmente tem contrato com a EMI e tem seu próprio estúdio de gravação em Londres onde também escreve músicas para trilhas sonoras de filmes.